# Vía Verde de la Val de Zafán
Der Bahntrassenradweg (spanisch: Vía Verde = Grüner Weg) Vía Verde de la Val de Zafán (Aragonien) verläuft mit einer Länge von etwa 46 km auf der Trasse einer ehemaligen Bahnlinie von Alcañiz nach Arnes/Lledó.

## Geschichte und Struktur

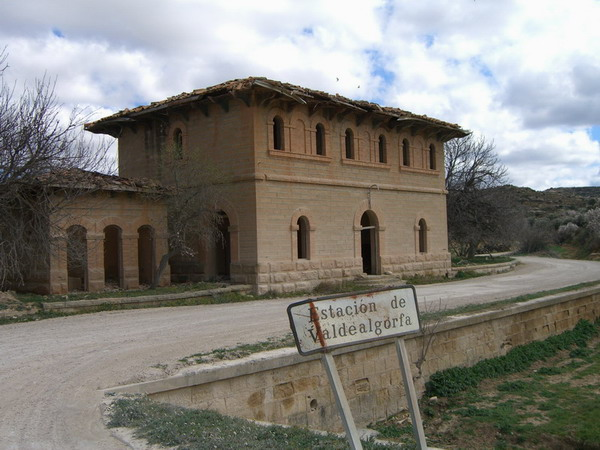
Der Bahnhof von Valdealgorfa (Vía Verde de la Val de Zafán)

Der Vía Verde de la Val de Zafán folgt einem historischen Bahnlinienprojekt. Die Bahntrasse sollte von La Puebla de Híjar über Tortosa nach Sant Carles de la Ràpita am südlichen Rand des Ebrodeltas führen. Mit dem Bau wurde 1882 begonnen, jedoch wurde der letzte Abschnitt nie fertiggestellt. Die gesamte Bahnstrecke wurde 1973 stillgelegt.
Der Ausbau zum Radweg als Anschluss an die Via Verde de la Terra Alta in Arnes/Lledó wurde Anfang 2008 fertiggestellt. Der Ausbau reicht nun bis nach Valjunquera, und 17 km vor Alcañiz. Damit steht ein durchgängiger Radweg von Tortosa bis fast nach Alcañiz abseits der Autostraßen zur Verfügung, der den Radler ohne größere Steigungen durch die gebirgige und dünn besiedelte Landschaft zwischen Katalonien und Aragonien führt. Das letzte Teilstück, einschließlich des Tunnel von Valdealgorfa, ist als Feldweg und ohne Beschilderung mit dem Fahrrad befahrbar und soll ebenfalls noch als Radweg ausgebaut werden. Die Trasse führt durch 7 Tunnel, mehrere Brücken und über 2 große Viadukte – über den Río Matarraña, einen Nebenfluss des Ebro und den Rio Algars (Algás) an der Grenze zwischen Katalonien und Aragonien.
Der ausgebaute Teil des Radwegs (rund 29 km) ist asphaltiert und durchgängig beschildert, die Oberfläche des letzten Abschnitts der Strecke bis Alcañiz (ca. 17 km) besteht aus Splitt und verfestigter Erde.

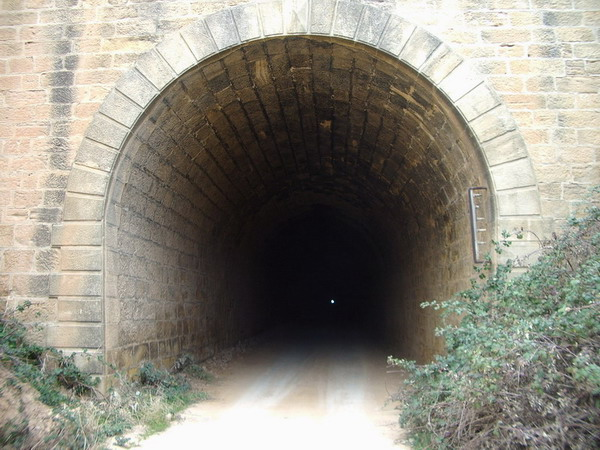
Der Tunnel von Valdealgorfa (Vía Verde de la Val de Zafán)

Höhepunkt der Strecke war der Túnel de Valdealgorfa, der einmal der längste Radwegtunnel in Europa war. Jetzt ist der Tunnel gesperrt. Das Bauwerk ist 2.136 m lang, kerzengerade und nicht beleuchtet. Zweimal im Jahr, im Frühjahr und Herbst, bietet der Tunnel ein grandioses Schauspiel, wenn die genau im Tunneleingang stehende Sonne den Tunnel komplett ausleuchtet.
Sehenswert sind auch die verlassenen ehemaligen Bahnstationen, die teils im sogenannten Mudéjarstil erbaut wurden. Die ehemaligen Haltepunkte sind:
- Alcañiz
- Valdealgorfa
- Valjunquera (Bhf)
- Valdeltormo (Bhf)
- Torre del Compte
- Valderrobres
- Cretas
- Arnes/Lledo